# آدام وینکلر
آدام وینکلر (به انگلیسی: Adam Winkler) (زاده ۲۵ ژوئیه ۱۹۶۷) استاد حقوق کانل در دانشکده حقوق دانشگاه کالیفرنیا، لس آنجلس است. او نویسنده کتاب‌های ما شرکت‌ها: چگونه کسب‌وکارهای آمریکایی حقوق مدنی خود را به دست آوردند و جنگ با اسلحه: نبرد بر سر حق حمل سلاح در آمریکا است. آثار او مکرراً در آراء قضایی، از جمله در پرونده‌های دیوان عالی مربوط به اصلاحیه متمم اول و دوم، مورد استناد قرار گرفته‌است. کتاب وینکلر ما شرکت‌ها: چگونه کسب‌وکارهای آمریکایی حقوق مدنی خود را به دست آوردند فینالیست جایزه کتاب ملی ۲۰۱۸ برای ادبیات غیرداستانی، جایزه حلقه منتقدان ملی کتاب، جایزه نقره‌ای انجمن وکلای آمریکا، و جایزه کتاب کالیفرنیا شد. جایزه کتاب کتابان را دریافت کرد.
وینکلر با هاوارد ویتزمن در دفاع از مایکل جکسون در برابر اتهامات تجاوز جنسی به نمایندگی از او به دادگاه رفت. او همچنین به عنوان منشی قانون برای قضاوت دیوید تامپسون از دادگاه تجدیدنظر ایالات متحده برای حوزه نهم از سال ۱۹۹۵ تا ۱۹۹۶ خدمت کرد. وینکلر از سال ۲۰۰۱ تا ۲۰۰۲ عضو دانشگاه جان ام. اولین در دانشکده حقوق دانشگاه کالیفرنیای جنوبی بود.

## سنین جوانی و تحصیل
وینکلر، متولد و بزرگ شده در لس آنجلس، کوچک‌ترین پسر ایروین وینکلر تهیه‌کننده فیلم است. او در کودکی نقش‌های بازیگری کوچکی در فیلم‌هایی از جمله نیویورک، نیویورک (۱۹۷۷) به کارگردانی مارتین اسکورسیزی داشت.
او دارای مدرک لیسانس علوم سیاسی در خدمات خارجی از دانشکده خدمات خارجی ادموند است.

## جوایز و افتخارات
وینکلر جوایز و افتخاراتی را برای کارهایش از جمله جایزه کتاب کاتبان به دست آورده‌است. کتاب او «ما شرکت‌ها» نیز او را به فینالیست جایزه ملی کتاب غیرداستانی ۲۰۱۸، جایزه حلقه منتقدان کتاب ملی، جایزه نقره‌ای انجمن وکلای آمریکا، جایزه کتاب کالیفرنیا تبدیل کرد. در سال ۲۰۱۸، دانشگاه نیویورک، جایزه تدریس حقوق را به او اعطا کرد، که به معلمان برای بورس تحصیلی و تعهد آنها به آموزش و پرورش دانشجویان حقوق داده می‌شود. وینکلر همچنین در حال حاضر در هیئت مدیره مرکز عدالت برنان خدمت می‌کند.